# Shirley Sherwood

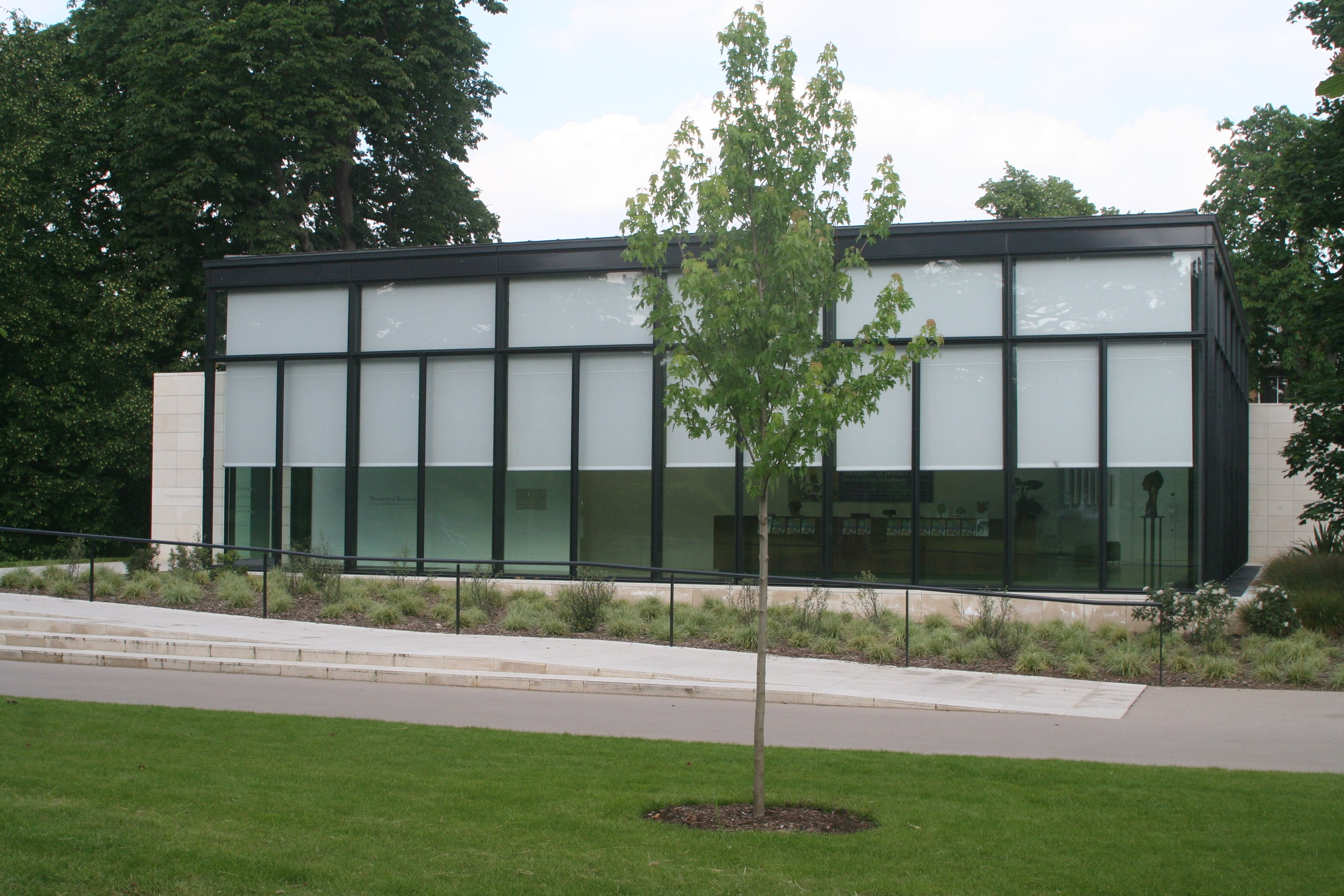
La Galería de Arte Botánico Shirley Sherwood.

Shirley Angela Sherwood es una botánica y recolectora de especímenes botánicos, y autora de libros, e ilustradora botánica inglesa. La Galería de Arte Botánico Shirley Sherwood,  abrió el 19 de abril de 2008, en Kew Gardens con su epónimo. Es la primera galería en el mundo dedicada sólo a arte botánico. Shirley ha sido descrita como una "fuerza motriz detrás de un renacimiento de interés en el arte botánico".
Es vicepresidenta de la Nature in Art Trust. Su marido es el magnate de ferrocarriles y armador James B. Sherwood.
Shirley fue nombrada Oficial de la Orden del Imperio británico (OBE) en oportunidad de los Honores por el Año Nuevo 2012 por servicios al arte botánico.